# Friedrich von Vittinghoff
Friedrich August Max Anton Hubert Freiherr von Vittinghoff genannt Schell zu Schellenberg (* 17. April 1874 in Schellenberg; † 5. Januar 1959 in Niesen) war ein deutscher Politiker der Zentrumspartei.

## Leben

### Herkunft und Familie
Friedrich war Angehöriger des verzweigten Geschlechts Vittinghoff. Seine Eltern waren Max Friedrich Freiherr von Vittinghoff genannt Schell zu Schellenberg (1840–1898) und Maria Comtesse Droste zu Vischering von Nesselrode-Reichenstein (1848–1890).
Er verheiratete sich 1900 mit der Comtesse Maria Rudolfine von Mirbach zu Harff (1875–1945), einer Tochter von Ernst von Mirbach-Harff. Aus der Ehe gingen acht Kinder hervor, darunter der Sohn Felix von Vittinghoff-Schell (1910–1992).

### Werdegang
Vittinghoff erwarb 1893 das Reifezeugnis der Rheinischen Ritterakademie, studierte dann zwei Semester Jura an der Universität Göttingen.
1894 diente er als Einjährig-Freiwilligen im preußischen Kürassier-Regiment „von Driesen“ (Westfälisches) Nr. 4. 
Mit dem Tod des Vaters 1898, übernahm er die Verwaltung des Grundbesitzes, war schließlich Fideikommissherr auf Schellenberg, Wittringen, Kalbeck (bei Goch) und Niesen sowie Erbdrost des Fürstentums Essen.
Seine politische Laufbahn begann 1908, als er Mitglied des preußischen Herrenhauses wurde, in dem er seinen Sitz bis zu dessen Auflösung im Jahre 1918 behielt.
Gleich zu Beginn des Weltkrieges wurde er als Rittmeister d. R. einberufen und nahm an der ersten Marne-Schlacht teil, wurde mit dem Eisernen Kreuz II. Klasse ausgezeichnet. Zwischenzeitlich fand er als landwirtschaftlicher Sachverständiger in Nordfrankreich und schließlich bei der kaiserlich deutschen Zivilverwaltung in Polen Verwendung, erlebte als Kompanieführer an die Westfront das Kriegsende.
Zu Beginn der Weimarer Republik trat er der Zentrumspartei bei und wurde 1. Beigeordneter der Amtsgemeinde Weeze. Von 1928 bis 1933 war er Vorsitzender der Zentrumspartei im Kreis Geldern und wurde dann 1. Landesvorsitzender dieser Partei im Rheinland, kurz bevor diese nach der Machtübernahme der Nationalsozialisten verboten wurde. Der katholischen Kirche eng verbunden, besonders ihrer Caritas-Arbeit, wurde er 1921 von Papst Benedikt XV. zum päpstlichen Kammerherrn ernannt.
Der Familienverband der Freiherren, Barone und Herren v.Vittinghoff, v.Vietinghoff und v.Schell e.V. wählte ihn 1954 zum 7. Senior, was er, mit Unterbrechung 1951/1952, bis zu seinem Tode blieb. Zu seinem 84. Geburtstag wurde er, der bereits seit 1900 Ehrenritter des Souveränen Malteser-Ritterordens war, zum Ehren-Bailli des Ordens ernannt und mit dem Großkreuz des Ordens ausgezeichnet.